# Actizona
Actizona är ett släkte av skalbaggar. Actizona ingår i familjen kortvingar.
Kladogram enligt Catalogue of Life:
| Actizona | \| \| Actizona chuskae \| \| \| \| \| \| Actizona trifoveatum \| \| \| \| |
|          | \| \| Actizona chuskae \| \| \| \| \| \| Actizona trifoveatum \| \| \| \| |
|          | Actizona chuskae                                                          |
|          |                                                                           |
|          | Actizona trifoveatum                                                      |
|          |                                                                           |